# Bagneaux
Bagneaux ist eine französische Gemeinde mit 201 Einwohnern (Stand 1. Januar 2022) im Département Yonne in der Region Bourgogne-Franche-Comté (vor 2016 Bourgogne). Die Gemeinde gehört zum Arrondissement Sens und zum Kanton Brienon-sur-Armançon. Die Einwohner werden Balnéotiens genannt.

## Geographie

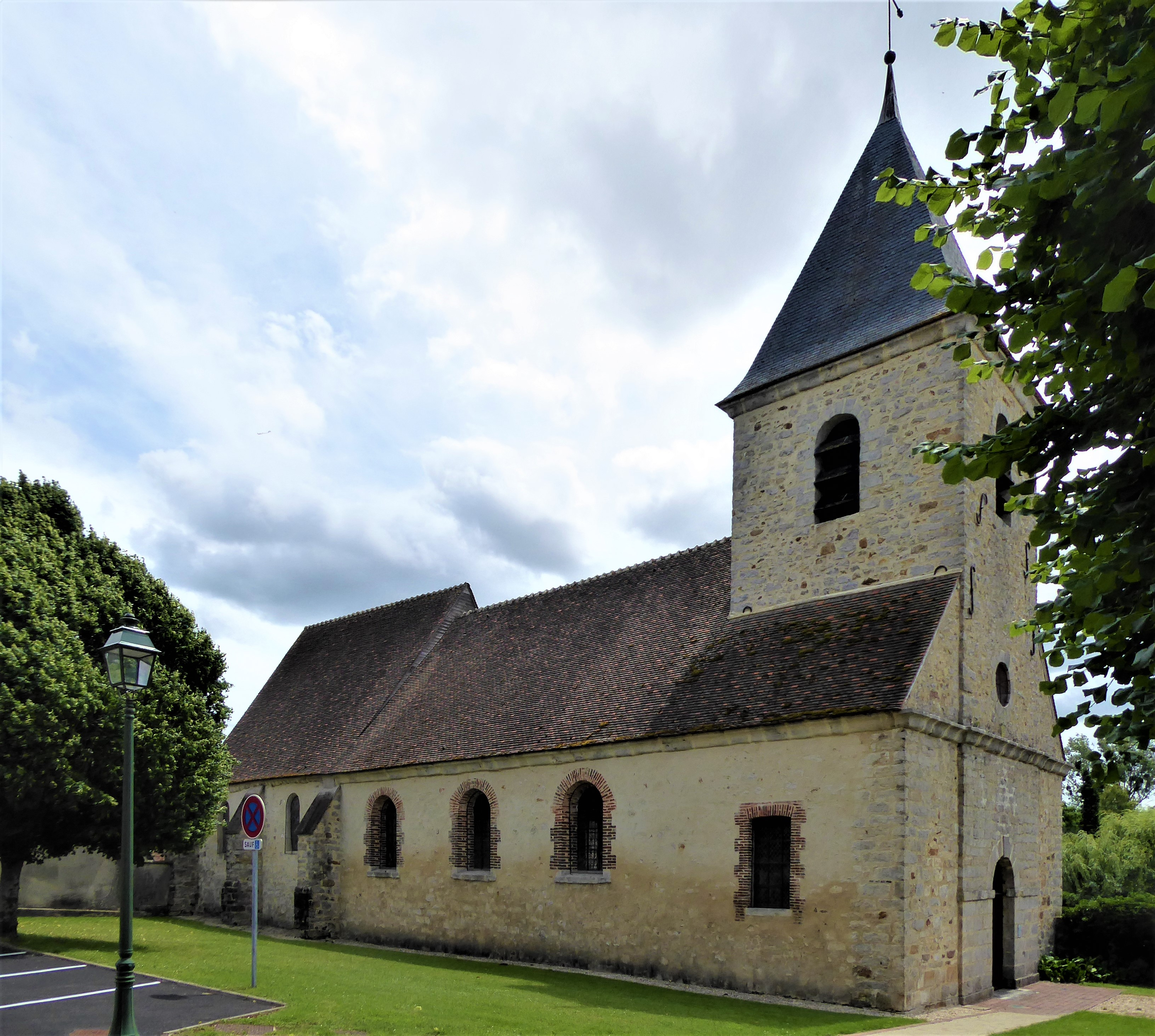
Kirche Saint-Germain

Bagneaux liegt an der Vanne, etwa 30 Kilometer ostnordöstlich von Sens. Umgeben wird Bagneaux von den Nachbargemeinden Courgenay im Norden und Nordwesten, Planty im Nordosten, Vulaines im Osten, Flacy im Süden sowie Villeneuve-l’Archevêque im Westen.

## Bevölkerungsentwicklung
| 1962                       | 1968 | 1975 | 1982 | 1990 | 1999 | 2006 | 2018 |
| -------------------------- | ---- | ---- | ---- | ---- | ---- | ---- | ---- |
| 216                        | 184  | 151  | 131  | 143  | 182  | 229  | 207  |
| Quellen: Cassini und INSEE |      |      |      |      |      |      |      |

## Sehenswürdigkeiten
- Kirche Saint-Germain
- steinerne Brücke über die Vanne
- Ziegelei
- Museum